# Дурлах
Дурлах (на немски: Durlach) е голяма част от град Карлсруе в Германия с площ от 22,94 km² и 29 660 жители (към 31 декември 2012). Дурлах е самостоятелен град от 1565 до 1718 г., резиденция на Маркграфство Баден-Дурлах („Ернестинската линия“).
Графовете на Хоенберг построяват на Турмберг през 11 век замък Дурлах и други замъци и ги разширяват през 12 век. През края на 12 век главни владетели са Щауфените. Дурлах е споменат като град за първи път в документ през 1196 г. Основател на града вероятно е император Хайнрих VI (упр. 1191–1197). През 1219 г. Дурлах чрез смяна отива на Маркграфство Баден. През 1279 г. Конрад III фон Лихтенберг, епископ на Страсбург, разрушава замък Хоенберг, който повече не е възстановен.
През 1565 г. маркграф Карл II мести резиденцията си от Пфорцхайм в Дурлах. Оттогава владетелите се наричат „маркграфове на Баден-Дурлах“. Те построяват замък Карлсбург. Дурлах е подпален през Тридесетгодишната война и през 1689 г. френската войска на крал Луи XIV през Пфалцската наследствена война разрушава града напълно. От огъня се спасяват само пет или шест къщи. Маркграф Фридрих VII Магнус започва с възстановяването на града и се нанася там през 1699 г. Неговият син Карл III Вилхелм основава 1715 г. и се мести през 1718 г. в новата си резиденция-дворец в Карлсруе. Така се създава град Карлсруе.
От 1810 до 1832 г. Дурлах е окръжен град на Велико херцогство Баден, образувано по настояване на Наполеон. От 1938 г. Дурлах е към Карлсруе.